# Semicassis granulata
El bonete escocés (Semicassis granulata) es una especie de caracol de mar de tamaño mediano a grande, un molusco gasterópodo marino de la subfamilia Cassidae, las conchas casco y las conchas bonete. El nombre común «bonete escocés» alude al contorno general y al patrón de color de la concha, que recuerda vagamente a un tam o' shanter, un bonete o gorro tradicional escocés. La concha tiene forma de huevo y es bastante grande, de 5 a 10 cm de dimensión máxima, con un patrón regular de manchas cuadradas amarillas, naranjas o marrones. La escultura de la superficie de la concha es muy variable: la superficie puede ser lisa y pulida, tener surcos, ser granulada o incluso ser nodulosa en el hombro de los verticilos.
Esta especie vive de forma intermareal y submareal en sustratos arenosos, y se encuentra principalmente en el océano Atlántico occidental tropical y subtropical , desde Carolina del Norte hasta Uruguay. Es la especie más común de esta subfamilia en Norteamérica. Un caracol marino de aspecto similar en el Mar Mediterráneo y el Océano Atlántico Norte, Semicassis undulata, se considera actualmente una especie separada. La taxonomía exacta de Semicassis granulata ha sido confusa en el pasado: además de la combinación actual, existen otras 38 combinaciones y sinónimos.
En primavera, las hembras adultas de esta especie ponen huevos en estructuras en forma de torre. Los huevos eclosionan como larvas velígeras, que pueden flotar en el plancton hasta 14 semanas antes de asentarse en el fondo marino como diminutos caracoles. Los cangrejos son depredadores de este caracol marino. Tras la muerte de los caracoles, si las conchas siguen intactas suelen ser utilizadas por los cangrejos ermitaños.
En 1965, en Estados Unidos, la caracola de bonete escocés fue nombrada símbolo estatal de Carolina del Norte, la primera designación de una caracola estatal estadounidense.

## Etimología

#### Nombre científico
El nombre genérico es una combinación del prefijo latino semi, que significa mitad, y el sustantivo cassis, que significa casco. El nombre específico de este taxón, granulata, deriva del sustantivo latino grana, que significa grano. Aquí se utiliza en la forma diminutiva, que significa granulado, o cubierto de gránulos, es decir, pequeños granos o bolitas, refiriéndose a la escultura de la caracola.

#### Nombre común
El caparazón de esta especie recibió el nombre común de « bonete escocés» por su vago parecido con un tam o' shanter, un sombrero tradicional de tartán que se solía llevar en Escocia. El caparazón presenta un patrón regular de manchas cuadradas o rectangulares de color naranja, tostado o marrón. La caracola a veces puede ser lisa excepto por las líneas de crecimiento, pero en otros individuos puede tener una escultura de surcos espirales incisos e incluso costillas axiales débiles que, junto con las manchas de color en la concha, crean un efecto que recuerda al patrón de un plaid escocés.

## Taxonomía
Esta especie recibió originalmente el nombre de Buccinum granulatum, y fue descrita por el naturalista austriaco Ignaz von Born en 1778. La descripción de Born está en latín y dice así:
"Testa ovata, transversim, obsolete sulcata, tessulis luteis seriatim maculata, labio granulato, cauda recurva".
Traducido, dice así:
«Concha ovalada, transversalmente sulcada [o estriada], regularmente marcada con cuadrados amarillos, el labio granulado, la cola recurvada»
Desde 1778, este taxón ha sido recombinado numerosas veces en diferentes géneros y subgéneros. Casi un siglo después de la descripción de Born, en 1877, el naturalista sueco Otto Andreas Lowson Mörch propuso una nueva combinación y transfirió este taxón al género Cassis y al subgénero Semicassis. En 1944, el malacólogo estadounidense William James Clench recombinó la especie como Phalium (Semicassis) granulatum, y cinco años más tarde el naturalista brasileño Frederico Lange de Morretes la recombinó como Semicassis granulatum.  El malacólogo estadounidense Clifton S. Weaver lo reasignó al subgénero Tylocassis en 1962, aunque el malacólogo estadounidense R. Tucker Abbott lo recombinó como Phalium (Tylocassis) granulatum seis años más tarde. El malacólogo estadounidense Andrew C. Miller la recombinó como Phalium granulatum en 1983, y el malacólogo alemán Kurt Kreipl la recombinó como Semicassis (Semicassis) granulata en 1997. La combinación actualmente aceptada, Semicassis granulata , fue propuesta por el paleontólogo neozelandés Alan Beu, basándose en datos paleontológicos.

### Subespecie
Existe una especie de aspecto similar, Semicassis undulata, que vive en el mar Mediterráneo y las islas Macaronésicas, partes del Atlántico nororiental. En 1791, el naturalista alemán Johann Friedrich Gmelin dio a este caracol marino el nombre específico de undulata. En 2015, este taxón se consideraba una subespecie de S. granulata, y por lo tanto se conocía como Semicassis granulata undulata. Semicassis undulata se ha registrado erróneamente en el océano Atlántico occidental, pero no se da allí.

### Formas
Algunos bonetes escoceses tienen una caracola completamente lisa y brillante. Se pensaba que se trataba de una especie diferente, a la que Gmelin dio el nombre de cicatricosa en 1791. Este taxón fue reconocido durante un tiempo, incluso hasta 2010, como una especie separada, Semicassis cicatricosa. Sin embargo, en 2015 se considera que se trata sólo de una forma, por lo que S. cicatricosa se ha convertido en otro sinónimo de S. granulata. Para esta forma lisa y brillante, la longitud máxima registrada de la caracola es de 60 mm. La profundidad mínima registrada para esta forma es de 0 m; la profundidad máxima registrada es de 6 m.
En 1939, la forma de concha de Semicassis granulata que presenta nódulos en el hombro fue denominada subespecie, Semicassis cicatricosa peristephes, por los malacólogos estadounidenses Henry G. Pilsbry y Thomas L. Mcginty. Desde entonces, esta supuesta subespecie se considera un sinónimo de S. cicatricosa y, por consiguiente, de S. granulata.

## Distribución
Existen registros publicados de la subespecie Semicassis granulata granulata en varias zonas tropicales y de aguas cálidas del océano Atlántico occidental. Se considera la especie más común de Cassidae en Norteamérica. Las regiones y países en los que se encuentra esta especie incluyen la costa este de EE. UU., en Carolina del Norte, Carolina del Sur, Georgia y Florida (este de Florida, oeste de Florida y los Cayos de Florida). También se ha registrado en la costa del Golfo de EE. UU., incluyendo Luisiana y Texas. Se sabe que la especie está presente en la costa caribeña de América Central, incluyendo México (Quintana Roo), Nicaragua, Costa Rica, Panamá y Colombia, así como Venezuela (Golfo de Venezuela, Carabobo, Sucre, Isla Margarita e Islas Los Testigos). También se encuentra en las Bermudas, las Antillas Mayores, Cuba, Jamaica y Puerto Rico, y más al sur en la costa atlántica de América del Sur, Surinam, Brasil (Amapá, Maranhão, Ceará, Rio Grande do Norte, Pernambuco, Alagoas, Bahia, Espírito Santo, Rio de Janeiro, São Paulo, Paraná y Santa Catarina), y también en Uruguay. Hasta 2009, esta especie no había sido reportada en la literatura como presente en las Antillas Menores.
En cambio, la especie Semicassis undulata está presente en el mar Mediterráneo y en algunas zonas del Atlántico norte, como Portugal y las Azores.

## Anatomía

#### Descripción de la caracola

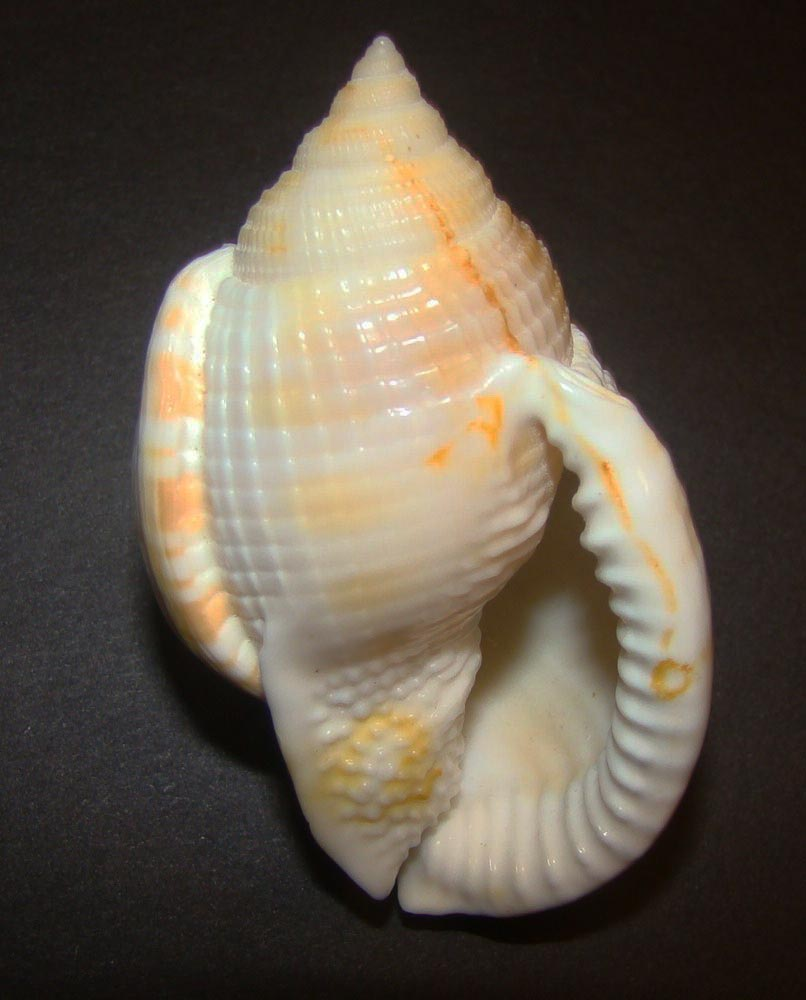
Un varix es visible a la izquierda en esta vista ventral de una concha ligeramente descolorida de Semicassis granulata de Carolina del Norte, Estados Unidos.

La caracola ovoide de esta especie suele alcanzar los 40-55 mm de longitud (1 1/2« - 2 1/8») (la longitud máxima registrada es de 121 mm) (4.76 in)). Es gruesa y sólida, con una espira moderadamente alta y un verticilo corporal redondeado, y los ejemplares adultos tienen aproximadamente cinco verticilos. El protoconcha es redondeado, de color crema con un ápice entre naranja y marrón. El teleoconcha está esculpido por surcos espirales cruzados por líneas de crecimiento en su mayoría bastante tenues. Su superficie varía en el grado de escultura de la concha que está presente. Algunas conchas son completamente lisas y muy brillantes, mientras que otras están estriadas. La superficie de algunas conchas es granulada, y algunas incluso tienen nódulos en los hombros de los verticilos. Varias veces en diferentes etapas de crecimiento, la concha desarrolla un labio exterior grueso , que es característico de la subfamilia Cassidae. El caracol descansa entre cada una de estas etapas de crecimiento y, por lo general, absorbe todo el labio exterior antes de empezar a crecer de nuevo. En algunos casos, especialmente en aguas profundas, el caparazón escocés no absorbe el labio exterior por completo, dejando tras de sí una varix en los verticilos de la caracola madura.
La caracola tiene una abertura grande, con un labio exterior grueso y un escudo parietal ovalado y brillante. El labio externo tiene una serie de liras cortas y fuertes, que le dan un aspecto dentado. La parte inferior del labio interno, cerca de la muesca sifonal, tiene muchas protuberancias o pústulas "en forma de grano". Tiene un opérculo córneo de color amarillo a marrón, con un contorno que coincide con el contorno de la abertura.  La caracola es de color bronceado pálido o blanco cremoso, a veces violáceo, con marcas rectangulares dispuestas regularmente, de color naranja a marrón claro que a menudo aparecen descoloridas, incluso en especímenes frescos. Las caracolas de las hembras adultas son más grandes que las de los machos.

## Ecología

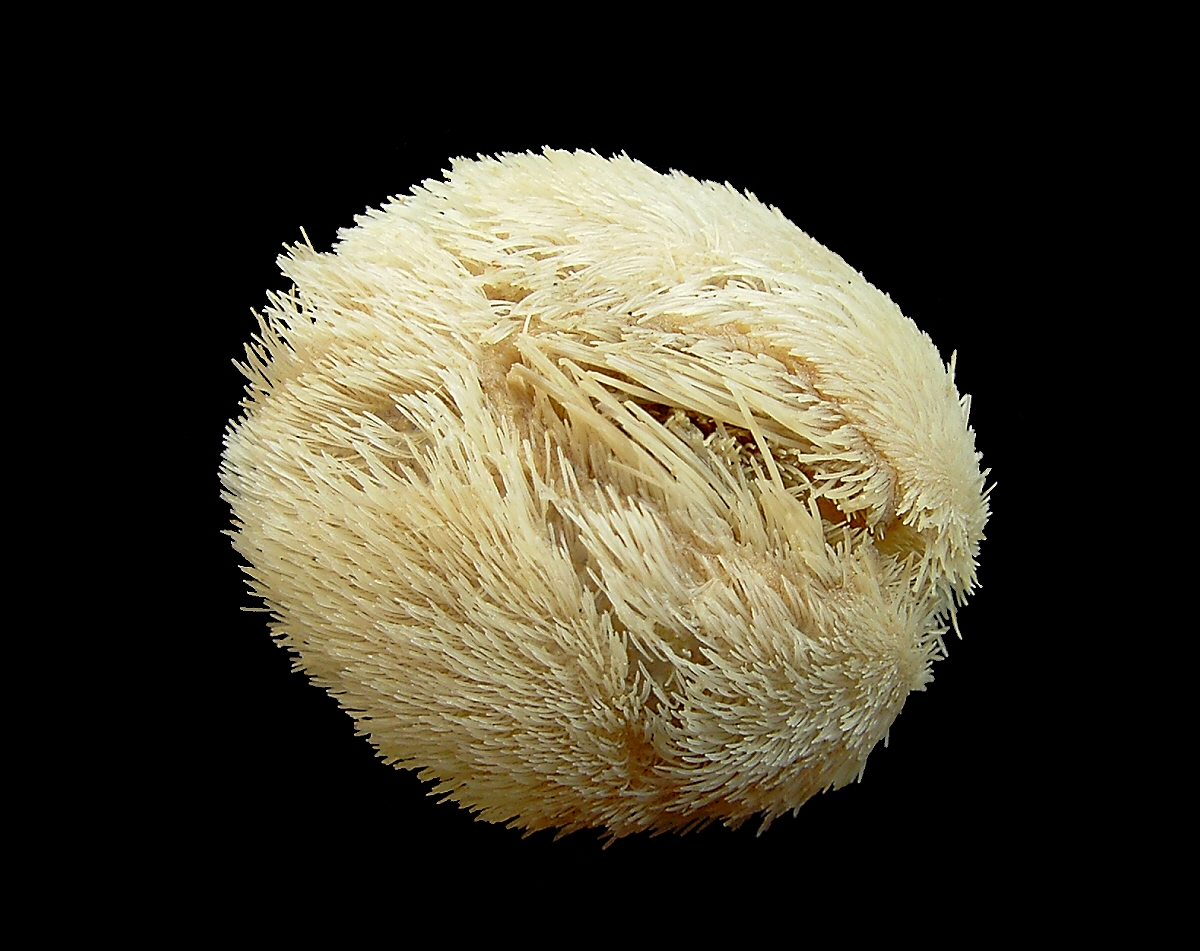
La patata de mar, Echinocardium cordatum, es la presa equinoide favorita de S. granulata en el Mediterráneo.

Los bonetes escoceses son depredadores; buscan su alimento en extensiones arenosas del fondo oceánico, donde consumen equinodermos como los dólares de arena, las galletas de mar y otros erizos de mar (como el Echinocardium cordatum),  perforando sus pruebas con ayuda de ácido sulfúrico.

### Hábitat
La Semicassis granulata vive en sustratos arenosos en aguas moderadamente poco profundas, así como en pozas de marea rocosas cerca de la costa. Frente a la costa de Carolina del Norte, los buceadores y pescadores locales encuentran con frecuencia bonetes escoceses a profundidades de entre 15 y 46 m (50 y 150 pies); sin embargo, se pueden encontrar ejemplares vivos a profundidades de entre 0 y 94 metros (0 y 308 pies).  Se han encontrado conchas vacías a profundidades de hasta 97 metros (318 pies). Estos caracoles se encuentran a menudo en asociación con los lechos de vieira atlántica de alta mar, probablemente atraídos por la abundante comida. Los naufragios también parecen proporcionar un buen hábitat para esta especie.

### Ciclo de vida
Durante la primavera, el suministro favorable de alimentos, la luz adecuada y la temperatura óptima del agua proporcionan las condiciones para la reproducción y el crecimiento temprano. En ese momento, la hembra deposita cientos de cápsulas de huevos en estructuras en forma de torre de entre 10 y 13 cm de altura que son fecundadas por el macho. Tras la fecundación, los huevos se convierten en larvas trocóforas, que posteriormente eclosionan como larvas velígeras microscópicas de natación libre, que pueden ser transportadas a cierta distancia por las corrientes oceánicas.
El crecimiento es lento y las corrientes oceánicas arrastran a los veligres durante 14 semanas. A medida que maduran, desarrollan su primera concha ( protoconcha lisa) y se convierten en caracoles juveniles muy pequeños, momento en el que se hunden en el fondo del océano. Como ocurre en todos los moluscos con concha, el manto es el que segrega la caracola; el crecimiento de la concha comienza en lo que más tarde se convertirá en el ápice de la concha, y suele girar en el sentido de las agujas del reloj. A medida que el animal madura, el manto sigue segregando material de concha. Los bonetes escoceses completan la maduración entre uno y seis años. Sin embargo, algunos han vivido más de seis años.

### Depredadores

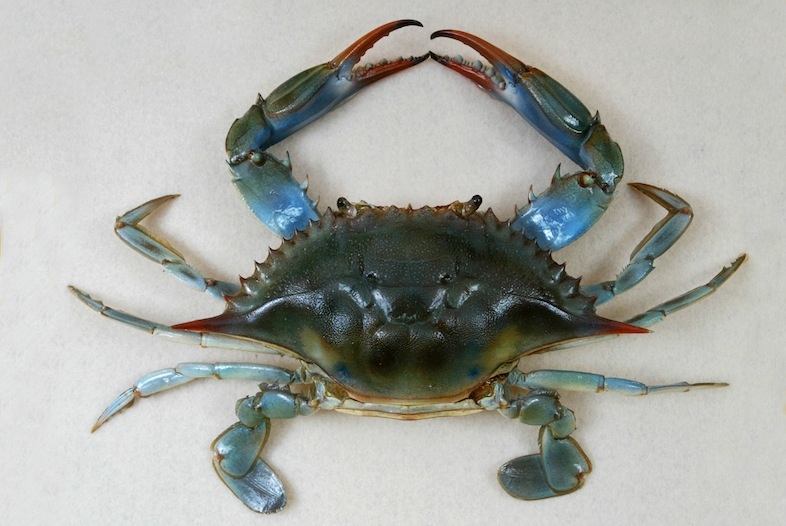
El cangrejo azul se alimenta a veces del bonete escocés.

Los vertebrados, como los peces, y los invertebrados, como los cangrejos, como el cangrejo azul y el cangrejo de Florida, depredan el caparazón del caracol. Los cangrejos pueden aplastar la concha del caracol, comiéndose los órganos internos blandos y el tejido muscular. El único mecanismo de defensa del caracol contra la depredación es meter su cuerpo en la concha. Al hacerlo, pueden cerrar al menos parcialmente la abertura utilizando el opérculo.

### Uso por parte de otros invertebrados
Tras su muerte, la concha vacía de este caracol marino suele ser utilizada por los cangrejos ermitaños. En la costa de Caraguatatuba, Brasil, se realizó un estudio sobre el uso de caparazones en la especie de cangrejo ermitaño diogénido, Isocheles sawayai. Este estudio reveló que el 11,5% de la población de estos cangrejos ermitaños utilizaba conchas de Semicassis granulata. La ocupación del tipo de caparazón no era aleatoria, sino que estaba influida por el peso, el tamaño, la forma y el volumen interno del caparazón, la presencia de epibiontes como los briozoos en el caparazón y el grado de resistencia del caparazón a la depredación y la desecación.

## Uso por parte de los humanos
En 1965, el estado norteamericano de Carolina del Norte nombró al bonete escocés caracola oficial del estado, en honor a la abundancia de colonos escoceses que fundaron el estado. Con esta designación, Carolina del Norte se convirtió en el primer estado de EE. UU. en tener una caracola estatal.
Las poblaciones de S. granulata han sufrido un declive debido al aumento de la recolección y a la captura accidental por parte de pescadores comerciales.

## Lectura adicional
- Morris, Percy; R. Tucker Abbott (1995). A Field Guide to Shells of the Atlantic and Gulf Coasts and the West Indies. Houghton Mifflin Company. p. 330. ISBN 978-0-395-16809-7. (requiere registro).
- Rhyne, Nancy (1982). Carolina Seashells. Charlotte, NC: East Woods Press. p. 95. ISBN 978-0-914788-53-9. (requiere registro).